# Wasserschloss Großweier
Das Wasserschloss Großweier ist eine abgegangene Wasserburg nahe der Pfarrkirche auf dem Platz des heutigen Friedhofs im Dorf Großweier, einem heutigen Stadtteil von Achern im Ortenaukreis in Baden-Württemberg.
Die Burg wurde um 1236 erbaut und ist erstmals 1338 mit den Herren von Großweier, die sich nach der Burg nannten, bezeugt. Die Familie hatten die Burg, Dorf und Mark von den Markgrafen von Baden zu Lehen. Nach 1583 war das Wasserschloss Sitz des badischen Amts, bis es 1689 im Orléanschen Krieg durch Truppen des französischen „Sonnenkönigs“ Ludwig XIV. zerstört wurde. 1958 bis 1960 wurde das Schloss abgebrochen. Der Name des Schlossbuckel Friedhof erinnert noch an den Hügel auf das Wasserschloss stand.